# Georg Luz

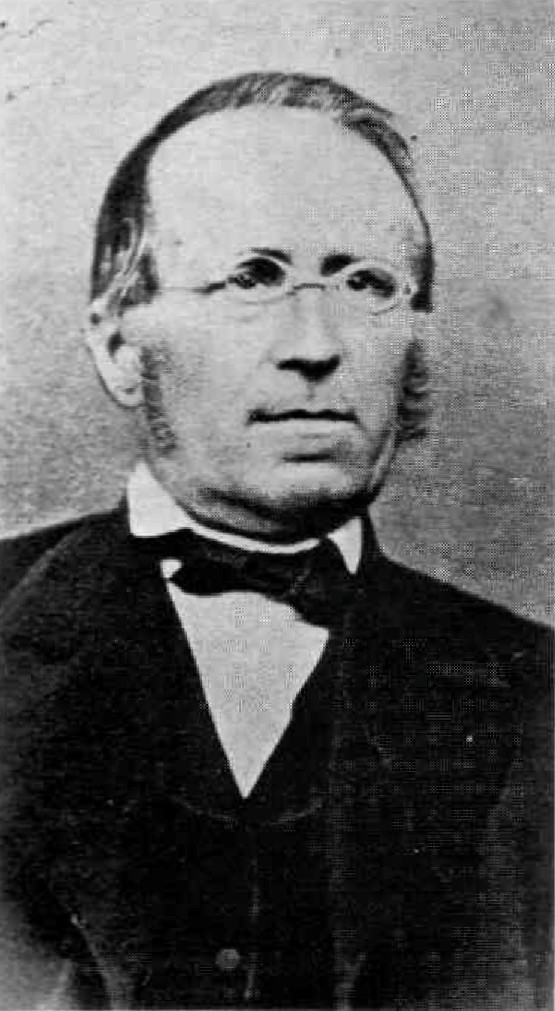

Georg Luz (* 25. Februar 1818 in Ofterdingen; † 11. April 1884 in Biberach an der Riß) war ein deutscher Lehrer und Schriftsteller.

## Leben
Nach dem Besuch der Ebinger Lateinschule trat Luz 1833 in das Esslinger Lehrerseminar ein. 1835 kam er als dritter Lehrer in die Volksschule Bernhausen. 1836 versetzte man ihn als Lehrer an die Elementarklasse der städtischen Knabenschule in Esslingen. Bereits im folgenden Jahr 1837 wurde Luz eine der beiden Aufseherstellen des Esslinger Seminars
angetragen, an dem er 1840 seine zweite Dienstprüfung mit guten Noten bestand und 1841 die Lehrstelle der Geographie, der
württembergischen und deutschen Geschichte, die Leitung der Übung im guten Vortrag, im Aufsatzmachen und im Zeichnen sowie
die Verwaltung der Seminarbibliothek übertragen erhielt.
1846 wurde Luz zum Schulmeister von Lindorf bei Kirchheim/Teck ernannt. 1852 bis 1867 wirkte Luz als Schulmeister an der Oberklasse der Heubacher Volksschule. 1867 bewarb er sich erfolgreich um die Schulmeisterstelle für die obere Mädchenklasse an der evangelischen Volksschule in Biberach, wo er bis zu seinem Tod lebte.
In Büchern und Aufsätzen kämpfte Luz für eine Reform des Volksschulwesens. Auch schrieb er Stadtchroniken über seine Wirkungsorte Heubach und Biberach (letztere 1989 als Reprint erneut aufgelegt).

## Werke
- Selbstbiographie. In: Friedrich Wilhelm Pfeiffer: Die Volksschule des XIX. Jahrhunderts [...]. Nürnberg 1872, S. 697–742 MDZ München.
- Grundstufe der Weltgeschichte für Volksschüler. 2. Aufl. Dannheimer, Kempten 1873 (Digitalisat).
- Beiträge zur Geschichte der ehemaligen Reichsstadt Biberach. Oggelshausen: Genth 1989 ISBN 3-927160-10-5 (Nachdruck der Ausgabe von 1876).